# Ina May Gaskin
Ina May Gaskin (Marshalltown, 8 marzo 1940) è una scrittrice, docente e un'ostetrica statunitense descritta come “la madre dell'ostetricia autentica”. Ha contribuito a fondare la comunità autosufficiente The Farm con il marito Stephen Gaskin nel 1971, da dove ha lanciato in modo significativo la sua carriera nell'ostetricia. È nota per la Manovra Gaskin, ha scritto diversi libri sull'ostetricia e sul parto e continua a educare la società attraverso lezioni e conferenze e a diffondere il suo messaggio di parto naturale, ispirato alla vecchiaia e senza paura.

## Primi anni e famiglia

### La famiglia
La Gaskin nacque da una famiglia protestante dell'Iowa (metodista da un lato, presbiteriana dall'altro). Suo padre, Talford Middleton, era cresciuto in una grande fattoria dell'Iowa, che fu confiscata da una banca non molto tempo dopo la morte accidentale del padre nel 1926. Sua madre, Ruth Stinson Middleton, era un'insegnante di economia domestica, che insegnava in varie cittadine nel raggio di quaranta miglia da Marshalltown, Iowa. Entrambi i genitori erano laureati e davano grande importanza all'istruzione superiore.
I suoi nonni materni gestivano un orfanotrofio presbiteriano a Farmington, Missouri, una piccola città negli Ozarks. Sua nonna, Ina May Beard Stinson, diresse l'orfanotrofio per molti anni dopo la morte del marito pastore. Era un membro appassionato della Woman's Christian Temperance Union e una grande ammiratrice di Elizabeth Cady Stanton, Susan B. Anthony e Jane Addams. I nonni paterni della Gaskin erano tutti agricoltori. Adam Leslie Middleton, suo nonno, viaggiò e lavorò con gli agricoltori dell'Iowa, dell'Illinois, del Minnesota, del Dakota del Sud, del Nebraska e del Kansas nel settore del marketing cooperativo del grano, organizzando le comunità, così come i punti vendita più grandi di Chicago e di altre grandi città, per creare degli elevatore per il grano cooperativi locali. Il suo lavoro di organizzatore lo portò in Canada per lavorare con i coltivatori di grano e a Washington, su invito del Segretario all'Agricoltura del Presidente Warren G. Harding, Henry C. Wallace, padre di Henry A. Wallace, Segretario all'Agricoltura del Presidente Franklin Delano Roosevelt.

### Educazione
Dopo essersi diplomata alla Marshalltown High School, frequentò l'Università dell'Iowa e conseguì la laurea in letteratura inglese. Si è poi unita ai Corpi di Pace per diversi anni e ha avuto l'opportunità di essere un'insegnante di inglese in Malesia. Tornata negli Stati Uniti, ha conseguito il Master of Arts presso la Northern Illinois University.

### Prima della Fattoria
Negli anni '60 Ina May partorì il suo primo figlio utilizzando il forcipe ostetrico. L'esperienza fu così spiacevole che cercò una forma migliore di parto. Prima di creare la Fattoria, suo marito Stephen stava guidando una carovana di conferenze nel 1971, basata sui suoi seminari filosofici a San Francisco. Fu per la prima volta in questo tour che aiutò una donna a partorire. Il 16 marzo, mentre la carovana viaggiava attraverso il Nebraska, Ina May entrò in travaglio. Il bambino, che fu chiamato Christian, nacque prematuro di 2 mesi e morì il giorno successivo. Non le fu permesso di tenere il bambino e le forze dell'ordine le imposero di seppellirlo in Nebraska. Le sue esperienze personali alimentarono il suo interesse per l'ostetricia e il parto sicuro.

## Il Centro Ostetrico della Fattoria
Nel 1971 la Gaskin, insieme al marito Stephen, fondò una comune chiamata The Farm a Summertown, nel Tennessee. Lei e le ostetriche della Fattoria crearono il The Farm Midwifery Center, uno dei primi centri per il parto extraospedaliero negli Stati Uniti. I membri della famiglia e gli amici sono spesso presenti e sono incoraggiati a prendere parte attiva al parto. La Gaskin ha trovato un medico di famiglia locale, il Dr. John Williams, che ha fatto da mentore per lei e per altre donne che volevano diventare ostetriche in questa comunità. A quel tempo il dottor Williams aveva quasi 20 anni di esperienza al servizio delle comunità Old Order Amish che praticavano il parto in casa, quindi aveva esperienza con il parto extraospedaliero. Con il suo aiuto e la sua guida, Ina May creò The Farm Midwifery Center. Offre i suoi servizi alle donne della Fattoria, ma anche a quelle esterne alla comunità. Il centro offre un ambiente per l'assistenza prenatale e sistemazioni per l'evento del parto, come appartamenti, case e cabine.

### I risultati
Uno studio sui parti a domicilio assistiti dalle ostetriche di The Farm (Durand 1992) ha esaminato gli esiti di 1.707 donne che hanno ottenuto assistenza nelle zone rurali del Tennessee tra il 1971 e il 1989. Queste nascite sono state confrontate con gli esiti di oltre 14.000 nascite in ospedale assistite da medici (comprese quelle tipicamente etichettate come ad alto rischio) nel 1980. Confrontando i decessi perinatali, le complicazioni del travaglio e il ricorso al parto assistito, lo studio ha rilevato che “in determinate circostanze (gravidanze a basso rischio), il parto a domicilio assistito da ostetriche laiche può essere realizzato in modo altrettanto sicuro e con meno interventi rispetto al parto in ospedale assistito da un medico”.

## L'importanza del suo lavoro
Secondo Carol Lorente (1995), il lavoro della Gaskin e delle ostetriche non avrebbe avuto l'impatto che ha avuto, se non fosse stato per la pubblicazione del suo libro Spiritual Midwifery (1977):
"Considerato un lavoro fondamentale, presentava la gravidanza, il parto e l'allattamento da una prospettiva fresca, naturale e spirituale, piuttosto che dal punto di vista clinico standard. Nei circoli del parto a domicilio e dell'ostetricia, l'ha resa un nome familiare e un'insegnante e scrittrice ampiamente rispettata”.
All'inizio degli anni '90, dopo molteplici ristampe, Spiritual Midwifery è stato riconosciuto come un “testo classico sull'ostetricia” con un “impatto duraturo”.
Alla Gaskin è stata attribuita la nascita e la diffusione dell'ostetricia a ingresso diretto (cioè senza formazione come infermiera) negli Stati Uniti fin dai primi anni '70. Tra il 1977 e il 2000, ha pubblicato la rivista trimestrale Birth Gazette. Ina May's Guide to Childbirth, il suo secondo libro sulla nascita e sull'ostetricia, è stato pubblicato da Bantam Books nel 2003. I suoi libri sono stati pubblicati in diverse lingue, tra cui tedesco, italiano, ungherese, sloveno, spagnolo e giapponese.
Dall'inizio degli anni '80, è stata una relatrice di fama internazionale sull'assistenza alla maternità, indipendentemente e per la Midwives Alliance of North America (MANA), tenendo conferenze in tutto il mondo a ostetriche, medici, doule, genitori in attesa e responsabili delle politiche sanitarie. Ha parlato alle scuole di medicina e ostetricia in diversi Paesi e al Festival Starwood e al Simposio WinterStar, parlando della storia e dell'importanza dell'ostetricia.
È la fondatrice del Safe Motherhood Quilt Project, un'iniziativa nazionale sviluppata per attirare l'attenzione del pubblico sui tassi di mortalità materna e per onorare le donne che sono morte per cause legate alla gravidanza dagli anni '80.
È apparsa in film come Orgasmic Birth: The Best-Kept Secret (2009) (diretto da Debra Pascali-Bonaro) e The Business of Being Born (2008) (diretto da Abby Epstein e prodotto da Ricki Lake). Appare anche in With Women: A Documentary About Women, Midwives and Birth (2006), ed è presente in un documentario del 2013 su The Farm chiamato American Commune.

## La manovra Gaskin
La Manovra Gaskin, detta anche a quattro zampe, è una tecnica per ridurre la distocia di spalla, un tipo specifico di travaglio ostruito che può portare alla morte del feto. La Gaskin l'ha introdotta negli Stati Uniti nel 1976, dopo averla appresa da una donna del Belize che, a sua volta, l'aveva imparata in Guatemala, dove aveva avuto origine. In questa manovra, la madre si sostiene sulle mani e sulle ginocchia per risolvere la distocia della spalla. Il passaggio alla posizione delle mani e delle ginocchia fa sì che la forma del bacino cambi, permettendo così alla spalla intrappolata di liberarsi e al bambino di nascere. Poiché questa manovra richiede un movimento significativo dalla posizione litotomica standard, può essere sostanzialmente più difficile da eseguire durante l'anestesia epidurale, ma è comunque possibile e può essere eseguita da un team esperto di sala parto.

## Riconoscimenti
La Gaskin è stata Presidente dell'Alleanza delle Ostetriche del Nord America dal 1996 al 2002.
Nel 1999 è stata inserita nella rubrica “Carriere brillanti” della rivista Salon. Il libro della Gaskin Birth Matters: A Midwife's Manifesta è stato nominato uno dei 6 libri migliori del 2011 dalla International Planned Parenthood Federation.
Nel 2003 è stata nominata Visiting Fellow del Morse College dell'Università di Yale. Le è stato conferito un dottorato onorario in riconoscimento del suo lavoro di dimostrazione dell'efficacia e della sicurezza dell'ostetricia dalla Thames Valley University, in Inghilterra, il 24 novembre 2009.
Ha conseguito il Premio della Società Americana per la Psico-Profilassi in Ostetricia/Lamaze Irwin Chabon (1997) e il Premio di Riconoscimento dell'Associazione Perinatale del Tennessee. Il 29 settembre 2011 Ina May Gaskin è stata annunciata come covincitrice del Right Livelihood Award 2011 per “il lavoro di tutta una vita nell'insegnare e sostenere metodi di parto sicuri e incentrati sulla donna, che promuovono al meglio la salute fisica e mentale della madre e del bambino”.
Nel 2013 è stata inserita nella National Women's Hall of Fame.

## Opere

### Libri
- (EN) Ina May Gaskin, Babies, Breastfeeding, and Bonding, South Hadley, Mass., Bergin & Garvey Publishers, 1987, ISBN 9780897891349, OCLC 15860611.
- (EN) Ina May Gaskin, Spiritual Midwifery, Strawberry Hills, NSW, ReadHowYouWant, 2014, ISBN 9781459647077, OCLC 907698021.
- (EN) Ina May Gaskin, Ina May's Guide to Childbirth, New York, Bantam Books, 2012, ISBN 9780553381153, OCLC 826306709.
- (EN) Ina May Gaskin, Ina May's Guide to Breastfeeding, UK, Pinter & Martin, 2009, ISBN 9781905177332, OCLC 768809453.
- (EN) Ina May Gaskin, Birth Matters: A Midwife's Manifesta, New York, Seven Stories Press, 2015, ISBN 9781583229279.

### Articoli
- (EN) Ina May Gaskin, Induced and Seduced: The Dangers of Cytotec, in Mothering, 1º luglio 2001. URL consultato il 24 dicembre 2024 (archiviato dall'url originale il 13 marzo 2007).
- The Undervalued Art of Vaginal Breech Birth: A Skill Every Birth Attendant Should Learn, su inamay.com, 11 agosto 2012. URL consultato il 24 dicembre 2024 (archiviato dall'url originale l'11 agosto 2012).
- A Summary of Articles Published in English about Misoprostol (Cytotec) for Cervical Ripening or Induction of Labor, su inamay.com, 5 gennaio 2010. URL consultato il 24 dicembre 2024 (archiviato dall'url originale il 5 gennaio 2010).

## Filmografia
- With Women: A Documentary About Women, Midwives and Birth (2006)
- The Business of Being Born (2008)
- Orgasmic Birth: The Best-Kept Secret (2009)
- American Commune (2013)
- Birth Story: Ina May Gaskin and the Farm Midwives (2013)